# 고렌쥬
고렌쥬(일본어: 御簾中 ごれんじゅう[*])는 과거 일본에서 귀한 사람의 처를 가리켜 말한 경칭이다. 에도 시대 이후, 에도 막부에 의해 사용에 엄격한 제한을 받게 되었다.

## 에도 시대 이전
나라 시대 이전에는 "고렌쥬 (御簾中)"라는 단어 자체가 없었다.
헤이안 시대 중기 이후, 귀족의 여성은 부모형제라 하더라도 함부로 이성에게 얼굴을 보여서는 안된다는 습관이 정착되어, 발이나 휘장을 사이에 두고 사람을 면회한 것이 어원으로 여겨진다. 다만, 헤이안 시대 문헌에서는 귀인의 정처를 가리켜 "고렌쥬 (御簾中)"라고 쓴 것은 존재하지 않는다.
센고쿠 시대에는 센고쿠 다이묘의 부인을 가리켜 "고렌쥬 (御簾中)"라고 기술한 문서를 볼 수 있다.

## 에도 시대
에도 막부는 다이묘 통제 정책의 일환으로, 그 정실의 호칭조차 등급을 매겼다. "미다이도코로 (御台所)"가 쇼군 정실에 국한된 것은 유명한 것과 마찬가지로, 격식이 있는 "고렌쥬"는 쇼군 후계자와 고산케의 정실을 부를 때만을 한정하였다. 다만, 나중에 도쿠가와 이에나리의 정실이 된 시마즈 야스히메의 경우 입장이 미묘해서인지, 처음에는 "오로쿠죠사마 (御縁女様)"로 불렸다.
나중에 고산쿄가 생기자, 고산쿄의 역할이 고산케와 동일하게 되자, 고산쿄의 정실도 "고렌쥬"라고 부르게 되었다. 또한, 왕정복고의 대호령으로, 도쿠가와 요시노부의 쇼군 사직이 인정되자, 막부는 호칭을 미다이도코로에서 고렌쥬로 바꾸도록 포고를 내렸다.
덧붙여서, 이외의 다이묘의 정실은 10만 석이상이면 "고젠사마 (御前様)", 그 이하면 "오쿠가타 (奥方)"이다. 또, 쇼군의 딸을 정실로 맞이할 경우에는 전혀 다른 호칭이 마련되었고, 남편의 관위가 종3위 이상이면 "고슈덴사마 (御守殿様)", 정4위상 이하면 "오스마이사마 (御住居様)"였다.
메이지 유신 후, 막번 체제의 붕괴에 따라 이러한 호칭도 단절되었다.

## 같이 보기
- 도쿠가와 쇼군가 미다이도코로
- 고슈덴